# Contea di Ravensberg
La contea di Ravensberg  (in tedesco Grafschaft Ravensberg) fu uno stato del Sacro Romano Impero, situato nell'attuale Germania (parte della Renania Settentrionale-Vestfalia) ai piedi della Foresta di Teutoburgo.

## Storia
I conti di Calvelage, che si erano attestati a Lohne e a Oldenburg, e, citati per la prima volta nel 1082, si stabilirono a Ravensberg intorno al 1100, come feudatari del duca di Sassonia, e, dal 1140, assunsero anche il titolo di Conti di Ravensberg.
Ravensberg viene menzionata per la prima volta nel XII secolo; la prima sede della contea fu il castello di Ravensberg. I conti fecero in seguito costruire il castello di Sparrenberg a Bielefeld, nel 1240-1250 circa, in cui spostarono la loro residenza. I conti di Ravensberg possedevano inoltre il castello di Limberg, nei pressi di Preußisch Oldendorf.
La contea viene ereditata dalla Contea di Berg nel 1346, che a sua volta divenne parte del Ducato di Jülich-Berg nel 1423, ed infine si fuse con Cleves per formare i Ducati Uniti di Jülich-Kleve-Berg nel 1521.
Dopo la guerra di successione di Jülich, con il trattato di Xanten del 1614, la contea di Ravensberg venne ceduta alla Marca di Brandeburgo, che si trasformò in Regno di Prussia nel 1701. Ravensberg faceva parte della provincia di Minden-Ravensberg, che sarebbe poi stata dissolta durante le guerre napoleoniche.
Oltre Bielefeld, altre comunità facenti parte della Contea di Ravensberg furono Borgholzhausen, Halle, Steinhagen, Versmold, Werther, Isselhorst (attualmente parte di Gütersloh), Enger, Hiddenhausen, Rödinghausen, Spenge, Herford (ad eccezione di Falkendiek), Bünde (escluso Dünne e Spradow), Vlotho (con l'eccezione di Uffeln), Kirchlengern (a Sud del fiume Werre), Preußisch Oldendorf (senza Hedem e Lashorst) e Bad Oeynhausen (a Sud del Werre).

## Governanti
Casa di Calvelage-Ravensberg 
- c. 1140 - c. 1144 Ermanno I,
- c. 1144 - c. 1170 Ottone I, figlio del precedente
- c. 1150 - c. 1180 Enrico, fratello del precedente, figlio di Ermanno I
- c. 1170 - c. 1220 Ermanno II, nipote del precedente, figlio di Ottone I
- c. 1220 - 1244 Ottone II, figlio del precedente
- c. 1220 - 1249 Ludovico, fratello del precedente, figlio di Ermanno II
- 1249 - 1306 Ottone III, figlio del precedente
- 1306 - 1328 Ottone IV, figlio del precedente
- 1328 - 1346 Bernardo, fratello del precedente, figlio di Ottone III

 Casa di Jülich 
Dal 1348 in unione personale con contea e poi ducato di Berg e dal 1423 con Ducato di Jülich
- 1346 - 1360 Gerardo I, marito di Margherita, nipote di Bernardo, figlia di Ottone IV; anche conte di Berg, dal 1348
- 1360 - 1397 Guglielmo I, figlio del precedente, anche conte e poi duca di Berg
- 1397 - 1437 Adolfo, figlio del precedente, anche duca di Berg e dal 1423, anche Duca di Jülich, che governò la contea col fratello
  - 1403 - 1428 Guglielmo II
- 1437–1475 Gerardo II, figlio di Guglielmo II, anche duca di Berg e Duca di Jülich
- 1475–1511 Guglielmo III, figlio del precedente, anche duca di Berg e Duca di Jülich
- 1511–1543 Maria, figlia del precedente, anche duchessa di Berg e duchessa di Jülich

 Casa di La Marck 
A partire dal 1521 come parte dei Ducati Uniti di Jülich-Cleves-Berg
- 1511–1539 Giovanni, marito di Maria di Jülich-Berg, anche duca di Berg e duca i Jülich, Duca di Kleve e Conte di Mark
- 1539–1592 Guglielmo V, figlio del precedente e di Maria di Jülich-Berg, anche duca di Berg e duca i Jülich, Duca di Kleve e Conte di Mark
- 1592 - 1609 Giovanni Guglielmo I, figlio del precedente, anche duca di Berg, Jülich e Kleve e Conte di Mark

 Casa di Hohenzollern 
Dal 1614 Margravi di Brandeburgo e Re di Prussia
- 1614 - 1619 Giovanni Sigismondo
- 1619 - 1640 Giorgio Guglielmo
- 1640 - 1688 Federico Guglielmo I
- 1688 - 1713 Federico I, re in Prussia dal 1701
- 1713 - 1740 Federico Guglielmo I, re in Prussia
- 1740 - 1786 Federico II, re di Prussia dal 1772
- 1786 - 1797 Federico Guglielmo II, re di Prussia
- 1797 - 1807 Federico Guglielmo III, re di Prussia

Alla Francia per effetto della pace di Tilsit del 1807, incorporato nel Regno di Vestfalia.